# 幸町 (沼津市)
幸町（さいわいちょう）は、静岡県沼津市に存在する町丁である。丁番を持たない単独町名である。

## 地理
幸町は、沼津市の中心市街地（沼津駅付近）から少し南方向に位置する、同市の第一地区に含まれる町丁である。周辺は東で大門町や東宮後町や浅間町、北で末広町、西で市道町、南で本前田や本出口町と同市の他の町丁や大字と接している
。

## 世帯数と人口
2018年（平成30年）4月1日現在の世帯数と人口は以下の通りである。
| 町丁 | 世帯数 | 人口  |
| ---- | ------ | ----- |
| 幸町 | 49世帯 | 113人 |

## 小・中学校の学区
市立小・中学校に通う場合、学区は以下の通りとなる。
| 番・番地等 | 小学校             | 中学校             |
| ---------- | ------------------ | ------------------ |
| 全域       | 沼津市立第二小学校 | 沼津市立第二中学校 |

## 交通
- 道路は、静岡県道163号東柏原沼津線が当町の南側を貫いている。
- バス路線では、主に沼津駅発着で沼津港や伊豆方面などへ結ぶ伊豆箱根バスや東海バスオレンジシャトルなどが、当町内を通る静岡県道163号などの道路を沿いながら走行している。
- 鉄道路線は、最寄りであるJR東海の沼津駅（東海道本線、御殿場線）までの道のりとしては、当町から北側方向に延びる道路などに北進すると辿り着く。また上記のバスも一部通っているため、当町からバスを利用して同駅に向かうこともできる。

## 周辺
- 大聖寺

## その他

### 日本郵便
- 郵便番号 : 410-0862[3]（集配局：沼津郵便局[7]）。

### 警察
町内の警察の管轄区域は以下の通りである。
| 番・番地等 | 警察署     | 交番・駐在所 |
| ---------- | ---------- | ------------ |
| 全域       | 沼津警察署 | 本町交番     |